# SpongeBob SquarePants: Creature from the Krusty Krab
SpongeBob SquarePants: Creature from the Krusty Krab (br:Bob Esponja Calça Quadrada: Criatura do Siri Cascudo) é um jogo de vídeo game para o Nintendo GameCube, PlayStation 2, Game Boy Advance, Nintendo DS e Wii desenvolvido pela Blitz Games Studios (versões do Wii, GameCube e Playstation 2), WayForward Techinologies (versões do Game Boy Advance e Nintendo DS), e publicado pela THQ. É estrelado por Bob Esponja Calça Quadrada, seu melhor amigo Patrick Estrela e seu inimigo Sheldon J. Plankton enquanto viajam para nove mundos diferentes, supostamente, dentro dos sonhos dos personagens. A versão Wii foi um título de lançamento norte-americano para o console. É também o primeiro jogo SpongeBob lançado no Japão (versão do PlayStation 2 e Wii), mas foi lançado sob o título: "SpongeBob "( スポンジ·ボブ Suponjibobu), para considerá-lo como o primeiro jogo da série há ter um lançamento japonês.

## Sinopse
Enquanto dorme, a cama do Bob Esponja de repente se transforma em um carro Hot Rod à qual ele acidentalmente ativa e dirige para fora de sua casa e através da Fenda do Bikini, que agora aparece em um estilo tribal punk. Após uma série de corridas contra versões Hot Rod tribais do Patrick (Piston Patrick), Plankton (Big Daddy Plankton) e Gary (Speed King Gary), Bob Esponja acidentalmente dirige na direção de um abismo da onde ele acaba caindo.
Após isso o Patrick acorda na sua casa aonde ele olha na TV que um super vilão chamado "Dreaded Patrick" está aterrorizando a cidade e decide partir para confrontá-lo, assumindo a identidade de super-herói de "Patrick StarfishMan". Depois de ajudar vários moradores e perseguir o Dreaded Patrick pela Fenda do Bikini, que agora está em um estilo Cel shading parecido com o de uma história em quadrinhos, StarfishMan chega no esconderijo secreto do Dreaded Patrick para enfrentá-lo, porém é nocauteado por dois lacaios por trás e amarrado inconsciente em um foguete que o Dreaded Patrick então lança para o espaço.
Em seguida no Balde de Lixo, Plankton tenta usar um raio de crescimento em uma migalha de Hambúrguer de Siri para replicar o sanduíche, porém a migalha acidentalmente cresce em um tamanho monstruoso, ganha vida própria e começa a perseguir o Plankton pela cidade. Usando um raio congelante o Plankton consegue fugir do hambúrguer através da cidade porém é eventualmente encontrado e esmagado.
Bob Esponja acorda na sua cama Hot Rod ainda caindo no abismo de anteriormente e ao alcançar o fundo é engolido por uma Alaskan Bull Worm (Minhoca Touro do Alaska). Em seu estômago ele encontra o Velho Jenkins, que havia sido engolido algumas semanas anteriormente, construindo um aeroplano para tentar voar para fora da minhoca; Bob Esponja então se oferece a procurar por peças para ajudar a terminá-lo. Enquanto explora os interiores da minhoca ele encontra um vilarejo inteiro de pessoas que foram engolidas anteriormente que o ajuda a encontrar as peças. O avião fica pronto e o Bob Esponja e o Velho Jenkins começam a voar em direção da boca da minhoca.
Enquanto isso no espaço, StarfishMan ainda está preso no foguete e voando na direção de uma base espacial alienígena que está sob ameaça de uma chuva de meteoros. Ele se desprende do foguete e salva a estação espacial, e logo começa a pilotar o foguete em direção à Terra até que é confrontado por uma nave espacial misteriosa com formato de Hambúrguer de Siri que começa a ataca-lo. Após uma batalha com a nave ele chega na Terra e colide contra o oceano em direção à Fenda do Bikini.
Plankton acorda no Balde de Lixo ao lado do Hambúrguer gigante, e em um ato de pânico usa o raio de crescimento em si mesmo, crescendo ao tamanho de um monstro gigante e com o poder de lançar raios lazer pelo olho. Após Plankton gigante andar destruindo a cidade e seguindo o Hambúrguer gigante atrás de vingança por antes, o avião do Bob Esponja e do Velho Jenkins consegue sair da minhoca e eles voam ao encontro do Plankton com o Hambúrguer nas mãos. O Hambúrguer consegue se agarrar na parte de baixo do avião e eles começam a fugir do Plankton.
Plankton começa a perseguir o avião do Bob Esponja e do Velho Jenkins atrás do Hambúrguer por várias partes da cidade como os esgotos, um canteiros de obras, e uma torre de comunicações (em uma aparente referência ao King Kong). Bob Esponja consegue derrubar o Plankton da torre, porem sente pena por ele ter se machucado e decide tentar se aproximar para cumprimentar a mão dele. Plankton aproveita e consegue agarrar o avião.
Neste momento o foguete do StarfishMan enfim chega na Fenda do Bikini e, ao perceber que o Plankton está com o avião do Bob Esponja e pode machucá-lo, decide enfrentá-lo com a ajuda do Homem-Sereia que o oferece conselhos à distância. Após uma série de batalhas, StarfishMan encontra um raio encolhedor no topo de um prédio e o usa para encolher Plankton. Em seguida Bob Esponja, StarfishMan e Plankton são transportados de repente para um vazio branco por um médico com uma cabeça de Hambúrguer de Siri.
No vazio em branco o médico explica que tudo que aconteceu até agora foi um sonho, provocado porque todos ele comeram um Hambúrguer de Siri antes deles dormirem, cuja formula molecular causa reações capazes de provocar pesadelos; ele então remove as suas roupas revelando que não só ele é o mesmo hambúrguer gigante criado pelo Plankton, como ele é a representação do mesmo hambúrguer que eles haviam comido anteriormente. Bob Esponja, StarfishMan e Plankton decidem então correr atrás dele na expectativa de acordarem dos seus pesadelos; o vazio branco então muda para uma pista de corrida bizarra e infestada de monstros aonde eles competem em uma corrida para decidir quem ganha o hambúrguer e consegue acordar primeiro. Dependendo de qual personagem você escolher para jogar e ganhar a corrida, há três finais possíveis:
- Bob Esponja leva o Hambúrguer gigante para o Siri Cascudo e o parte em vários hambúrgueres menores para servir os clientes. Os clientes de repente aparecem com conchas de caracol nas costas e o Bob Esponja percebe que ele também tem uma concha em suas costas. Ele então começa a miar, implicando que ele está se transformando em um caracol.

- Patrick aparece no Siri Cascudo no meio de uma grande festa celebrando a sua vitória e se prepara para comer um Hambúrguer de Siri pequeno. O hambúrguer de repente ganha vida e foge; Patrick tenta segui-lo porém bate contra a porta e cai no chão, e então começa a imaginar vários Garys girando sobre sua cabeça.

- Plankton cria a sua própria franquia de Hambúrgueres de Siri e consegue dominar a Fenda do Bikini e levar o Siri Cascudo à falência. O Hambúrguer gigante então aparece e menciona que "O que o hambúrguer dá, o hambúrguer pode tomar", e vários hambúrgueres gigantes caem do céu e esmagam os prédios de propriedade do Plankton. Um Hambúrguer gigante com olhos de caracol então cai em cima do Siri Cascudo, porém, ele ricocheteia e acaba caindo em cima e esmagando o Balde de Lixo.

É então revelado que tudo isso era na verdade o sonho do Gary o Caracol, que havia comido um Hambúrguer de Siri antes de dormir e por isso estava tendo pesadelos. Em uma cena pós-créditos, no dia seguinte o Gary acorda e percebe o Bob Esponja, Patrick e o Plankton coincidentemente agindo como nos seus sonhos e acha estranho. Em casa o Bob Esponja mostra um Hambúrguer de Siri para o Gary porém diz que ele não pode comê-lo antes de dormir porque causa pesadelos. Bob Esponja vai para outro quarto e se prepara para comê-lo ele mesmo quando de repente a Alaskan Bull Worm aparece, passa pela casa e o engole; Gary observa tudo e então volta a dormir.

## Desenvolvimento
Os desenvolvedores da Blitz Games tiveram uma reunião com o pessoal da THQ durante a feira E3 de 2005, onde eles foram convidados para supervisionar e desenvolver futuros jogos da franquia Bob Esponja Calça Quadrada. A Equipe da THQ revelou que eles tinham uma "íntima" relação de negócios com a Nintendo, e que a Nintendo tinha manifestado interesse em ter um jogo da franquia publicado em seu novo console, o Wii, que naquele momento ainda era conhecido por seu nome de desenvolvimento, Revolution. Blitz surgiu com vários estilos de jogo durante o desenvolvimento, alguns dos quais não se tornaram parte do produto acabado. Em particular, seções de tiro usando o Wiimote tinha sido considerado, mas os titulares de licença da Nickelodeon eram desconfortáveis com eles devido a SpongeBob SquarePants ser um cartoon. Devido a Blitz estar desenvolvendo o seu próprio middleware com foco na prestação de compatibilidade entre plataformas, as principais seções do jogo, como corridas e plataformas são as mesmas para cada versão de console de mesa do jogo. Os controles dos minigames funcionam de forma diferente da versão Wii do jogo, o console da Nintendo foi o principal foco de desenvolvimento. Tempo de desenvolvimento extra foi gasto configurando os métodos de controle para o Wiimote e os controladores padrão utilizados nos outros consoles.
O jogo foi anunciado antes da E3 de 2006 e foi exibido pela primeira vez aos jornalistas durante o evento.
O jogo demorou aproximadamente um ano e dois meses para ficar pronto, tendo sido terminado em agosto de 2006 para preparar para o lançamento em outubro.

## Recepção
O jogo foi nomeado para um prêmio Annie de melhor jogo de vídeo game de animação em 2006.Ele também ganhou o prêmio de videogame favorito no Kids' Choice Awards de 2007 .O jogo recebeu críticas médias, além de um pouco mais avaliações positivas ou negativas. A Nintendo Power referiu-se ao jogo como o "jogo de SpongeBob mais ambicioso e mais bem sucedido até à data", em sua edição de dezembro de 2006. Vários colaboradores observaram que o mundo ficcional não se assemelha com Bikini Bottom ou o próprio desenho animado, já que o jogo não "sente" como um título SpongeBob SquarePants.
Pontos-chave trazidos nos comentários acima incluem:
- A facilidade de navegação através de cada nível.
- O controle de jogo é ao mesmo tempo "perfeito" e "sensível".

E falhas fundamentais trazidas nos comentários incluem:
- Gráficos ruins.
- A corrida contínua e níveis 2D.

## Jogabilidade
Os jogadores têm acesso a três personagens jogáveis durante o jogo, Bob Esponja Calça Quadrada, Patrick StarfishMan (Patrick Estrela em forma de super-herói) e Sheldon J. Plankton, e deve guiá-los através de nove níveis de jogo em um mundo de sonhos. Quatro tipos diferentes de jogabilidade foram incorporados no jogo, conhecido como voo, destruição, corridas e plataformas. Durante as seções de voo, o jogo coloca obstáculos, um na frente do outro, e o jogador deve manobrar por eles. Na maioria dos casos, o jogo vai dizer ao jogador qual é maneira de voar para desviar de obstáculos (cima, baixo, esquerda e direita). No Wii, o jogador usa o controlador como uma vara real controle avião. Os casos mais comuns disso é quando Bob Esponja usa seu aeroplano para atacar um Plankton de tamanho gigante. Em níveis de destruição, o jogador controla um Plankton de tamanho gigante e usa poderes especiais e move-se para destruir tudo em seu caminho. A potência do laser do jogador é indicado por uma barra no lado direito da tela, que enche após o uso. A versão Wii apresenta movimentos do controlador que, respectivamente, ativa certos movimentos. O gameplay das corridas é semelhante à maioria dos jogos de corrida; É caracterizado, tanto no ar e no solo, tanques de combustível devem ser recolhidos a fim de manter veículo em execução. A jogabilidade de plataforma está espalhada por todo o jogo, como quando Plankton deve escapar de um hambúrguer de siri ao vivo ou quando Patrick StarfishMan salva a Fenda do Bikini de sua forma mal, Dreaded Patrick. Na ultima fase do game, Hypnotic Highway, há 3 finais alternativos para os 3 personagens que só podem ser desbloqueados dependendo de quantos ítens Sleepy Seeds foram coletados ao longo do jogo.

### Fases do Jogo
- Diesel Dreaming
- StarfishMan to the Rescue
- Super-Size Patty
- Alaskan Belly Trouble
- Rocket Rodeo
- Revenge of the Giant Plankton Monster
- It Came from Bikini Bottom
- Rooftop Rumble
- Hypnotic Highway

### Mini Games
- Poucin´ Poundin´ Patty
- Scrap Scramble
- Meteor Mania
- Wakey Wakey Shakey Shakey

### Outros Personagens
- Senhora Puff
- Gary
- Patrick
- Hambúrger de Siri
- Velho Jenkins
- Karen

### Itens
- Moedas Z: O item de valor monetário principal do jogo que é coletado durante os níveis. Pode ser gastado na loja do menu principal para comprar artes conceituais e músicas selecionadas do jogo. Apenas nas versões do PS2, GC e Wii.
- Sleepy Seed: O item especial do jogo normalmente escondido em áreas secretas nos níveis. A quantidade de quantos você coletar até o final do jogo pode desbloquear o Patrick e o Plankton como jogáveis no ultimo nível, completo com os seus próprios finais alternativos. Apenas nas versões do PS2, GC e Wii.

## Ligação externa
- Site Oficial